# Catra
Catra è un personaggio del cartone animato statunitense She-Ra, la principessa del potere del 1985. È stata doppiata in originale da Melendy Britt, mentre in Italia da Vanna Busoni. Nel reboot del 2018 She-Ra e le Principesse Guerriere è stata doppiata in originale da AJ Michalka, mentre in Italia da Rossa Caputo.

## Biografia del personaggio
Catra viene lanciata nella prima ondata delle bambole legate ai personaggi di She-Ra, la principessa del potere, e rappresenta la maggiore antagonista di She-Ra. Tuttavia quando cominciarono le trasmissioni della serie animata, il personaggio di Catra fu ridotto a semplice gregario di Hordak, che di fatto, rappresenta il principale nemico nella serie. Catra invece svolge il ruolo di capitano delle orde infernali, ruolo prima appartenuto ad Adora, fino a che la principessa, poi disertrice, non viene messa al corrente sulle sue vere origini.
Catra ha il potere di trasformarsi in una pantera, semplicemente indossando una maschera magica, donatale da Hordak dopo averla depredata alla regina di un popolo chiamato Magicats, che privata di tale oggetto magico, perse il suo titolo ed i suoi poteri finché non viene liberata da She-Ra in un episodio apposito. La Regina dei Magicats riacquista però i suoi poteri anche senza riappropriarsi della maschera rubatale da Hordak e Catra.
Nella sua forma felina Catra, mantiene la capacità di parlare, ma acquisisce una forza fisica che non ha nella sua forma umana. La maschera di Catra le dà inoltre la possibilità di teletrasportarsi, ma tale abilità viene mostrata in rare occasioni; si suppone quindi che Catra non sia in grado di controllarne i poteri pienamente. In ogni caso, questo potere è stato inventato dalla Filmation.
La fedeltà di Catra all'esercito e ad Hordak stesso è spesso messa in discussione, ed è evidente che Catra, avendone la possibilità, tradirebbe il suo leader senza alcun problema se ciò le desse dei vantaggi, basti guardare l'alleanza con Skeletor nella puntata "Il mio peggior nemico il mio migliore amico".